# Verjus

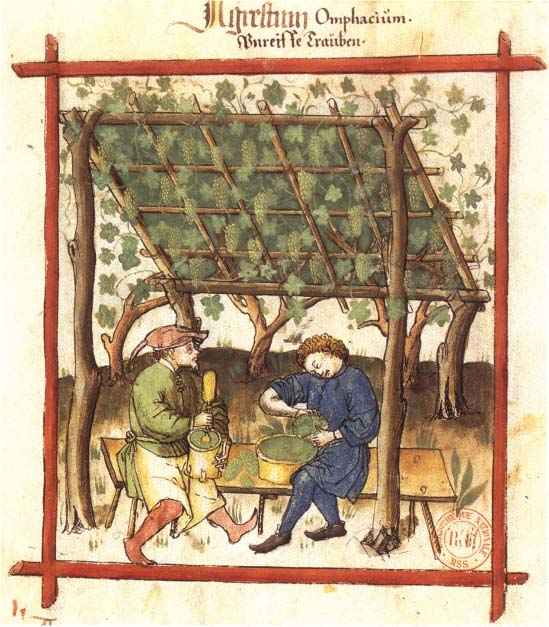
Sklizeň zelených hroznů podle spisu Tacuinum sanitatis (1474)

Verjus (výslovnost [veržú], z francouzského vert jus, zelená šťáva) je tekutina kyselé chuti, vyráběná z nezralého ovoce, převážně hroznů révy vinné. Byl známým ochucovadlem ve středověké kuchyni, později ho nahradily dovážené citrusové plody. Udržel se v arabské kuchyni pod názvem husrum, o jeho popularizaci se zasloužila v osmdesátých letech 20. století australská kuchařka Maggie Beerová.    
Verjus se připravuje z nedozrálých bílých nebo červených hroznů, utržených během probírky úrody před vinobraním. Mohou se použít i plody jabloně domácí, jabloně lesní nebo rybízu, přidává se také šťovík kyselý nebo pelyněk estragon. Z plodů se vylisuje šťáva s nízkým obsahem cukrů a vysokým obsahem kyselin, která se ošetří disiřičitanem sodným nebo pasterizací, aby nenastalo samovolné kvašení, a uloží se v chladnu, pro delší skladování se může také zmrazit. Verjus má jemně nakyslou a ovocitou chuť, používá se do omáček nebo salátových dressingů, k deglazování, do dezertů a osvěžujících nápojů nebo k výrobě dijonské hořčice. Doporučuje se zejména k dochucení pokrmů, které se podávají zároveň s vínem, protože na rozdíl od octa nepřebíjí chuť vína.